# Teleki Oktatási Központ
A Teleki Oktatási Központ (románul: Centrul de perfecționare Teleki) egy 1994 óta működő szovátai konferencia- és üdülőközpont. Alapítója és első igazgatója Bíró István (1950–1999), a Romániai Magyar Pedagógusok Szövetségének (RMPSZ) főtitkára, Szováta posztumusz díszpolgára.

## Működése
A létesítmény a RMPSZ országos módszertani és továbbképző központja. Elsősorban oktatási központ; akkreditált pedagógus-továbbképzéseket szervez, és minden nyáron megrendezi a Bolyai Nyári Akadémiát, a Kárpát-medence legnagyobb magyar pedagógus-fórumát. Középiskolások számára versenyekkel, rendezvényekkel egybekötött táborokat bonyolít le. Emellett közművelődési feladatokat is ellát, támogatja az erdélyi iskolákat, és kulturális rendezvényeket (kiállítások, koncertek) is szervez.

## Az épület
Eredetileg vállalati üdülővillának tervezték, jelenlegi formáját és funkcióját több átépítés után nyerte el. Szállás- és étkezési lehetőséget biztosít, és három konferenciaterme is van. Állandó kiállítások tekinthetőek meg: szobrok, faragványok, fényképek, természetismereti tudástár.